# Coworking

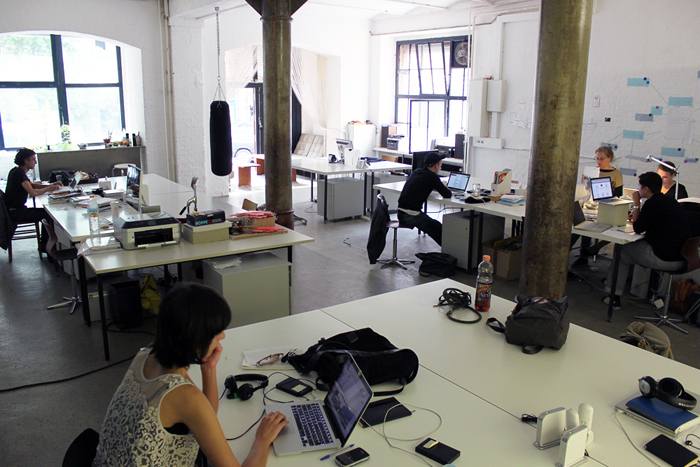
Coworking v Berlíně

Coworking znamená v doslovném překladu spolu-práce. V rámci něho vzniká sdílený pracovní prostor, cowork. Ten je určen pro profesionály a jiné distanční pracovníky, kteří zde nezávisle na sobě vykonávají svou běžnou práci.
Ačkoliv první sdílené pracovní prostory začaly vznikat v roce 1989, termín coworking byl poprvé použit v roce 2005, kdy byla otevřena první společná kancelář v San Franciscu. V Česku vznikají tato centra od roku 2009 převážně ve větších městech (Praha, Brno, Ostrava, Hrádek na Kruhovém Objezdu).

## Pilíře
Pilíři coworkingu jsou: komunita, spolupráce, otevřenost, dostupnost. Coworking by měl v podstatě tvořit ideální pracovní plochu pro samostatnou práci či spolupráci pro různé osoby, výhodou je, že i freelanceři mají možnost dodržovat běžnou pracovní dobu a mít své vlastní pracovní prostředí. Coworking tak nabízí možnost zbavit se pocitu izolace při práci z domu a zároveň poskytuje prostředí umožňující soustředění.

## Prostory
Kancelář pro coworking (či jinak řečeno tzv. coworkingové centrum) je obvykle vybavena potřebným kancelářským nábytkem a počítačovou sítí s internetovým připojením, sdílenou síťovou tiskárnou, kancelářskými potřebami. Součástí centra bývá rovněž vybavená kuchyňka, sociální zařízení, místo pro odpočinek či zasedací místnost s projektorem. Coworkingová centra nabízí svým členům také stálou recepci během otevíracích hodin ale i přijímání pošty a další služby spojené s vlastnictvím např. kanceláře a běžného provozu podnikání. 
Stálí uživatelé centra hradí pravidelný měsíční členský poplatek, zatímco jednorázové návštěvy bývají zpoplatněny od hodiny. Sdílená kancelář vyjde jednak levněji, ale důležitá je také už zmíněná společenská a psychologická funkce takového pracoviště. Coworkingová centra se v dnešní době snaží pořádat také řadu společenských událostí, které mají za účel poskytnout prostor pro navazování nových kontaktů, ale přinést i další aspekt spojený s podnikáním do jejich prostoru.

## Problémy nejznámějšího světového coworkingu
Mezi světově nejznámější coworkingové prostory mezi širokou veřejností patří společnost WeWork, která během 13 let zvládal cestu růstu až mezi jeden z největších startupů světa, avšak v roce 2023 následoval pád a společnost požádala o ochranu před věřiteli. Během své cesty měl přes 200 poboček napříč světem, které se vyznačovali značnou okázalostí oproti konkurenci.
V roce 2022 byl natočen osmidílný seriál s názvem WeCrashed, který vyšel na Apple TV+ a popisuje problémy, které WeWork provázely. Zakladatel Adam Neumann byl ze své firmy vyhozen akcionáři, odnesl si odškodné ve výši 200 milionů dolarů a po prodeji akcií WeWorku dostal své jmění na hodnotu přes miliardu dolarů i navzdory krachující firmě.

## Podobné pojmy
- Podnikatelský hub, Impact hub
- Podnikatelský akcelerátor
- Podnikatelský inkubátor